# Istanbul Challenger 1991
L'Istanbul Challenger 1991 è stato un torneo di tennis facente parte della categoria ATP Challenger Series nell'ambito dell'ATP Challenger Series 1991. Il torneo si è giocato a Istanbul in Turchia dal 2 all'8 settembre 1991 su campi in cemento.

## Vincitori

### Singolare
Olivier Delaître ha battuto in finale  Byron Black con il punteggio di 6–1, 6–4.

### Doppio
Henrik Holm /  Nils Holm hanno battuto in finale  Gianluca Pozzi /  Olli Rahnasto con il punteggio di 5–7, 7–5, 6–4.